# Herzogenaurach
Herzogenaurach är en stad i Landkreis Erlangen-Höchstadt i Regierungsbezirk Mittelfranken i förbundslandet Bayern i Tyskland och är en nordvästlig förort till Nürnberg. Folkmängden uppgår till cirka 25 000 invånare. 
Herzogenaurach är hemort för sportföretagen Adidas och Puma AG, samt industriföretaget Schaeffler Gruppe. Efter andra världskriget byggde den amerikanska armén upp flygbasen Herzo Air Base i staden. Staden har blivit känd för de stora avsättningsområden till stadens sportindustri som vuxit fram.

## Vänorter
Herzogenaurach har följande vänorter:
- Kaya, Burkina Faso
- Nova Gradiška, Kroatien
- Sainte-Luce-sur-Loire, Frankrike
- Wolfsberg, Kärnten, Österrike

## Personligheter
- Lothar Matthäus
- Adi Dassler
- Rudi Dassler
- Käthe Dassler
- Horst Dassler
- Armin Dassler